# Dominique Varry
Dominique Varry est un historien français, spécialiste d'histoire du livre, né le 22 juillet 1956 à Belfort.

## Biographie
Agrégé d'histoire (1982), ancien auditeur puis élève titulaire de l'École pratique des hautes études IVe section, ancien auditeur de l'École des chartes, ancien de la Réunion des étudiants du 104 de la rue de Vaugirard, Dominique Varry quitte rapidement l'enseignement secondaire pour devenir ingénieur de recherche à la Direction du livre et de la lecture au ministère de la Culture. Il consacre sa thèse de doctorat à l'histoire des bibliothèques privées à la fin de l'Ancien Régime sous la direction d'Henri-Jean Martin (Recherches sur le livre en Normandie : les bibliothèques de l'Eure à la fin du XVIIIe siècle, d'après les saisies révolutionnaires, université Paris 1, 1986). 
Il est nommé maître de conférences en sciences de l’information et de la communication à l'université Lyon 3 en 1989 puis à l'enssib à la création de cette dernière. Il devient professeur d'histoire moderne (histoire du livre, histoire des bibliothèques, bibliographie matérielle) dans cette même institution en 2005. Il est professeur émérite depuis le 1 octobre 2020.
Il a exercé plusieurs mandats de directeur de la recherche à l'enssib, le dernier en date se terminant le 17 décembre 2010. Il a été membre du comité de rédaction de la Revue française d'histoire du livre. Il est aujourd'hui membre du comité de rédaction de Histoire et civilisation du livre : revue internationale (créée en 2005), membre du comité de rédaction de Tipofilologia : rivista internazionale di studi filologici e linguistici sui testi a stampa, et de Mémoires du livre (revue électronique internationale). Il a été directeur de la collection de l'Institut d'histoire du livre de Lyon : « Métamorphoses du livre », chez ENS-Éditions de 2005 à mai 2025.
Il est membre du conseil d'administration de la Société Voltaire, de celui de la Société Montesquieu, et de celui de la Société Bibliographique de France.

## Conférences
Intéressé par des domaines variés de l'histoire, Dominique Varry participe à de nombreuses conférences. 
Il participe en 2020 à un colloque sur la bibliographie matérielle dans lequel il expose ses recherches notamment sur des éditions clandestines de Frédéric II de Prusse. En 2022, dans le cadre du festival Histoire et Cité à Genève, il intervient pour la conférence « Histoire et formes des imprimés pornographiques à travers la collection Michel Froidevaux ». L'année suivante, il donne une conférence à la bibliothèque Léon-Deubel de Belfort sur "Scoutisme en Résistance à Belfort et ailleurs", en tant qu'ancien chef des Scouts de France de Belfort et membre du Clan Guy de Larigaudie de Belfort, seule unité scoute et l'une des quinze collectivités civiles à avoir reçu la médaille de la Résistance française . 

## Vie privée
Il est amené à fréquenter de nombreux historiens spécialistes de l'histoire du livre et a pu rendre hommage à deux d'entre eux avec qui il était proche. Il participe ainsi à une conférence en l'honneur de Jean-François Gilmont en 2020 et rédige un article dans le Bulletin des bibliothèques de France à l'occasion du décès de Frédéric Barbier en 2023,.

## Publications
- Une seigneurie du Pays Belfortain, la « Paroisse de Phaffans » au XVIIIe siècle, Bulletin de la Société belfortaine d'émulation, no 76, 1984, paru en 1985
- Guide des sources de l'histoire de la Révolution française dans les bibliothèques, Paris, ministère de la Culture, Direction du livre et de la lecture, 1988
- Histoire des bibliothèques françaises, tome III, Les bibliothèques de la Révolution et du XIXe siècle 1789-1914, Paris, Promodis-Cercle de la librairie, 1991. Seconde édition 2009 (dir.)
- Hommes de Dieu et Révolution en Alsace, Turnhout, Brépols, 1993 (en coll.)
- L'Europe et le livre. Réseaux et pratiques du négoce de librairie XVIe – XIXe siècles, Paris, Klincksieck, 1996 (codir.)
- Le Livre et l'historien. Études offertes au professeur Henri-Jean Martin, Genève, Droz, 1997 (codir.)
- « Sous la main de la Nation ». Les bibliothèques de l'Eure confisquées sous la Révolution française, Ferney-Voltaire, Centre international d'étude du XVIIIe siècle, 2005
- Responsabilité scientifique du dossier Lyon et les livres, dans Histoire et civilisation du livre : revue internationale, 2, 2006
- Coresponsabilité éditoriale du numéro À travers l'histoire du livre et des Lumières. Études d'histoire du livre offertes au professeur Daniel Roche par ses élèves, ses collègues et ses amis, dans Histoire et civilisation du livre : revue internationale, 7, 2011
- 50 ans d'histoire du livre : 1958-2008, Villeurbanne, Presses de l'enssib, 2014 (dir.)
- Du parchemin à l'ère électronique. Une histoire du livre et de la lecture. Liège, Céfal, 2014 (avec Jean-François Gilmont)
- L’imprimé scientifique. Enjeux matériels et intellectuels, Lausanne, Éditions BHMS, 2014 (en collaboration avec Miriam Nicoli)
- "Varryations", Gens du livre, marronneurs et bibliothécaires. Textes de Dominique Varry édités par Philippe Martin, Villeurbanne, Presses de l'Enssib, 2020 (préface de Malcolm Walsby)

## Contributions
- La conservation : principes et réalités, dans : Oddos Jean-Paul (dir.), (en collaboration avec Astrid-Christiane Brandt, Thierry Delcourt, Jocelyne Deschaux, Bernard Fages, Jean-Loup Fossard, Jean-François Foucaud, Bernard Huchet, Corinne Le Bitouzé, Agnès Marcetteau-Paul, Philippe Vallas, Dominique Varry). Paris, Éditions du Cercle de la Librairie, Bibliothèques, 1995.
- « Grandes collections et bibliothèques des élites », dans : Jolly Claude (dir.), Histoire des bibliothèques françaises : Les bibliothèques sous l'Ancien Régime, 1530-1789. Paris, Éditions du Cercle de la Librairie, Histoire du livre, 2008, p. 295 - 344[9].
- « La librairie à Lyon », dans : Sorel Patricia, Leblanc Frédérique, Loisy Jean-François. Histoire de la librairie française. Paris, Éditions du Cercle de la Librairie, Hors collection, 2008, p. 108 - 109.
- « IV. Éléments pour une histoire éditoriale du Cabinet des fées », dans : Zygel-Basso Aurélie, Gladu Kim, Hoogenboezem Daphne M. (dir.), (en collaboration avec Belin Amélia). Imager la Romancie : Dessins de Clément-Pierre Marillier pour Le Cabinet des fées et Les Voyages imaginaires (1785-1789). Paris, Hermann, Les collections de la République des Lettres, 2013, p. 113 - 124.

## Distinctions
- Commandeur de l'ordre des Palmes académiques